# أوتو هان
أوتو هان (بالألمانية: Otto Hahn) هو كيميائي ألماني ولد في 8 مارس 1879 في فرانكفورت وتوفي في 28 يوليو 1968 في غوتينغن, فاز بجائزة نوبل في الكيمياء عام 1944م، لقيامه بشطر الذرة. تسمى عملية شطر الذرة بالانشطار النووي. وقد استخدم العلماء في الولايات المتحدة الأمريكية اكتشاف هان ليطوروا القنبلة الذرية في أوائل أربعينيات القرن العشرين. واكتشفت استعمالات سلمية لعملية الانشطار النووي بعد ذلك الوقت، شطر هان ذرة اليورانيوم عام 1938م، بينما كان يدرس مع زميله فريتز شتراسمان تأثير قذف اليورانيوم بالنيوترون. فوجدا أن عملية القذف هذه غيرت جزءًا من اليورانيوم إلى باريوم. والباريوم مادة لها وزن نووي يقل عن نصف وزن اليورانيوم. وفي عام 1939م، بين العالمان الفيزيائيان ليز ميتنر وأوتو فريش أن الباريوم نتج عن انقسام ذرة اليورانيوم.
ولد هان لأب مزارع كان يحلم بأن يصبح ابنه معماريا. بدأ سنة 1897 في دراسة الكيمياء في ميونخ ومن ثم في ماربورغ حيث حصل على شهادة الدكتوراه سنة 1901م من جامعة ماربورغ.
أراد تحسين لغته الإنجليزية فذهب إلى جامعة لندن ودرس عند وليام رامسي مكتشف الغاز النبيل. في مختبر رامسي بدأ يهتم بمجال النشاط الإشعاعي.
عاد بعد ذلك إلى ألمانيا وعمل في معهد الكيمياء في جامعة برلين والتقى بليز مايتنر وعمل معها مدة ثلاثون سنة.
مع دخول وصول قوات الحلفاء نقل مع عدد من زملائه إلى إنجلترا لعدة شهور. عند عودته استقر في غوتينغن وعمل على تحويل جمعية القيصر فيلهلم إلى جمعية ماكس بلانك وأصبح أول رؤسائها وذلك منذ 1946 إلى 1960.
بعد الحرب أصبح من معارضي استخدام السلاح النووي وحذر زملائه من أي استعمال لا أخلاقي للاكتشافات العلمية.
عرف عنه حبه للموسيقى وخصوصا الكلاسيكية كبيتهوفن وبيتر إليتش تشايكوفسكي ويحكى أنه كان يغني في كورال يقودها ماكس بلانك قبل الحرب.
حصل على 37 ميدالية أو لقب وكان عضوا أو عضو شرف في حوالي 45 أكاديمية. اقترح أن يعطى اسمه لأحد العناصر الكيميائية كالعنصر رقم 105 أو 108 ولكن المحاولات باءت بالفشل.

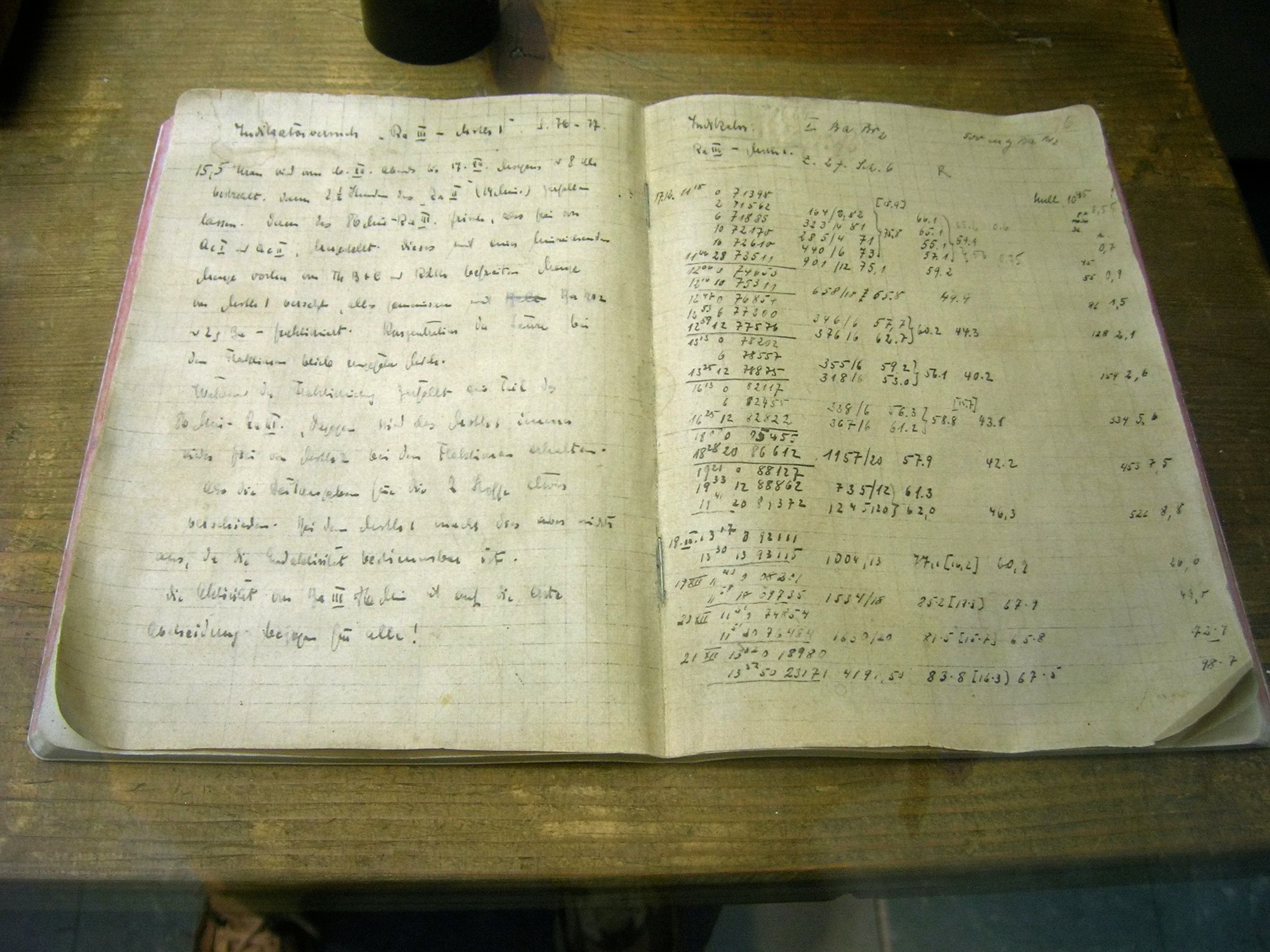
دفتر أوتو هان

منح جائزة نوبل في الكيمياء سنة 1944 لأبحاثه عن انشطار اليورانيوم.

## أبحاثه في لندن ومونتريال (1904-1906)

### اكتشاف الثوريوم المشع و«عناصر جديدة» أخرى
أراد هان العمل في الصناعة. وبهذه النية، ولتحسين معرفته باللغة الإنجليزية، شغل وظيفة في كلية لندن الجامعية في عام 1904، تحت إشراف السير ويليام رامزي، المعروف باكتشافه الغازات الخاملة. عمل هان في الكيمياء الإشعاعية، وكان هذا المجال حديثًا حينها. في أوائل عام 1905، خلال عمله بأملاح الراديوم، اكتشف هان مادة جديدة أطلق عليها اسم الثوريوم المشع (الثوريوم-228)، والتي اعتُقد في ذلك الوقت أنها عنصر مشع جديد. (في الواقع، كانت هذه المادة نظير غير مكتشف للثوريوم المعروف حينها. صيغ مصطلح «نظير» في عام 1913، من قبل الكيميائي البريطاني فردريك سودي).

كان رامزي متحمسًا جدًا بعد اكتشاف عنصر جديد آخر في معهده، وأراد الإعلان عن الاكتشاف بطريقة مناسبة. وفقًا للتقليد، يجري الإعلان أمام لجنة الجمعية الملكية المهيبة. في جلسة الجمعية الملكية في 16 مارس 1905، أبلغ رامزي عن اكتشاف هان الراديوم المشع، وحتى الصحافة كانت متشوقة للحدث. كتبت صحيفة ديلي تلغراف لقرائها:
«عنصر جديد- قريبًا جدًا، ستضج الأوراق العلمية باكتشاف جديد يُضاف إلى الانتصارات المذهلة الكثيرة لشارع غاور. اكتشف الدكتور أوتو هان الذي يعمل في كلية لندن الجامعية، عنصرًا مشعًا جديدًا، مستخرجًا من معدن من سيلان يدعى الثوريانيت، ويخمّن أنه المادة التي تجعل الثوريوم مشعًا. لا يقل نشاطه الإشعاعي عن 250000 ضعف من نشاط الثوريوم، وزنًا لوزن. يصدر غازًا (يُسمى انبعاثًا)، مطابقًا للانبعاث الإشعاعي للثوريوم. تقول نظرية أخرى ذات أهمية كبيرة إن هذا العنصر المكتشف هو المصدر المحتمل لعنصر مشع ربما يكون أقوى في نشاطه الإشعاعي من الراديوم نفسه، وقادرًا على إحداث كل آثار الراديوم المثيرة للفضول المعروفة حتى وقتنا الحاضر. قرأ مكتشف العنصر ورقة علمية أمام الجمعية الملكية في الأسبوع الماضي، ستُصنف هذه الورقة عند نشرها بين أكثر المساهمات الحديثة في الأدبيات العلمية أصالةً».
قُرن اسم أوتو هان بأبحاث الراديوم للمرة الأولى، ونُشرت ورقته بعنوان «العنصر المشع الجديد، الذي يصدر انبعاث الثوريوم» (العنوان الأصلي) في وقائع الجمعية الملكية في عدد 24 مارس 1905. كانت تلك بدايةً لأكثر من 250 منشورًا علميًا باسم أوتو هان في مجال الكيمياء الإشعاعية. في مايو 1905، كتب رامزي إلى إرنست راذرفورد: «هان زميل كبير أدى عمله بشكل مثير للإعجاب. أنا متأكد من أنك ستستمتع بأخذه للعمل معك».
وافق راذرفورد، ومن سبتمبر 1905 حتى منتصف عام 1906، عمل هان في فريقه في جامعة ماكجيل في مونتريال في كندا حيث اكتشف الثوريوم سي (الذي حُدد لاحقًا باسم البولونيوم-212)، والراديوم دي (لاحقًا الرصاص-210)، والأكتينيوم المشع (لاحقًا الثوريوم-227)، واستقصى أشعة ألفا الصادرة عن الثوريوم المشع، ردد رذرفورد مرارًا في تلك الأيام: «يملك هان أنفًا خاصًا يكتشف عناصر جديدة».

قال مراسل بي بي سي للعلوم ديفيد ويلسون في السيرة الذاتية لرذرفورد:
«كان أوتو هان أهم معاوني رذرفورد في ماكجيل، وأصبح الكيميائي الإشعاعي الرائد في العالم، حاز على جائزة نوبل، وأظهرت تجاربه الانشطار الطبيعي لليورانيوم، وكان ذلك الجزء المحوري من العمل الذي فتح الباب أمام العصر الذري في 1939».

## أبحاثه في برلين (1906-1944)

### اكتشاف الميزوثوريوم I (الراديوم-228)
في عام 1906، عاد هان إلى ألمانيا، حيث تعاون مع إميل فيشر في جامعة برلين. وضع فيشر ورشة أخشاب قديمة في المعهد الكيميائي تحت تصرف هان لتكون مختبره. هناك، في غضون أشهر قليلة، وباستخدام جهاز بدائي جدًا، اكتشف هان الميزوثوريوم I، والميزوثوريوم II، والأيونيوم- المادة الأم للراديوم (بشكل مستقل عن بيرترام بولتوود) (سميت لاحقًا باسم الثوريوم-230). في السنوات التالية، افتُرضت أهمية كبيرة للميزوثوريوم I (الراديوم-228) لأنه، كالراديوم-226 (الذي اكتشفه بيير وماري كوري)، كان ملائمًا للاستخدام في العلاج الطبي الإشعاعي، بتكلفة تصنيع تعادل النصف مقارنةً بالراديوم-226. كتب ويلسون في السيرة الذاتية لراذرفورد:
«كان هان يحفر مكانته سريعًا ليكون أكبر كيميائي إشعاعي في العالم، بسلسلة من الاكتشافات الجديدة لعناصر مشعة بنات. وأظهر أيضًا حكمة وفكاهة أعجبتا راذرفورد، فحين اقترح راذرفورد النيوزيلندي اسم «باراديوم» لإطلاقه على أحد عناصر هان المكتشفة حديثًا -بمعنى «نظير الراديوم»- رفض هان الاقتراح لأن الاسم حسب قوله يوحي أيضًا بالنشاط العسكري والمشية العسكرية».
في عام 1914، لاكتشافه الميزوثوريوم I (الراديوم-228)، رُشح أوتو هان لنيل جائزة نوبل في الكيمياء للمرة الأولى، من قبل أدولف فون باير، وفي يونيو 1907، سمحت أطروحة التأهل للأستاذية التقليدية لهان أن يصبح مدرسًا في جامعة برلين. في 28 سبتمبر 1907، تعرف هان على الفيزيائية النمساوية ليز مايتنر، التي كانت في نفس عمره تقريبًا، والتي انتقلت من فيينا إلى برلين. ودام التعاون بين هذين العالمين ثلاثين عامًا واستمرت الصداقة الوثيقة بينهما مدى الحياة.

### اكتشاف الارتداد الإشعاعي
لاحظ الفيزيائي هارييت بروكس ارتدادًا إشعاعيًا في عام 1904، لكنه فسره بشكل خاطئ، بعد ذلك، نجح أوتو هان في أواخر عام 1908 وأوائل عام 1909 في إظهار حادثة الارتداد الإشعاعي في إصدار جسيمات ألفا وتفسيرها بشكل صحيح. وصف الفيزيائي والتر كيرلاخ هذا بأنه «اكتشاف مهم جدًا في الفيزياء ستكون له نتائج بعيدة المدى». كتب راذرفورد في مانشستر في رسالة إلى والدته عن هان: «إنه يؤدي أفضل عمل في ألمانيا في الوقت الحالي».
في عام 1910، عُين هان أستاذًا من قبل وزير الثقافة والتعليم البروسي أوغست فون تروت زو سولز. في عام 1912، أصبح رئيسًا لقسم النشاط الإشعاعي بمعهد القيصر فيلهلم للكيمياء الذي كان حديث الإنشاء في برلين- (يشكل اليوم «بناء هان مايتنر» التابع لجامعة برلين الحرة في شارع ثيلالي في برلين). تولى هان إدارة المعهد خلفًا لألفريد ستوك من 1928 إلى 1946. وفي عام 1924، انتُخب هان لنيل العضوية التامة في الأكاديمية البروسية للعلوم في برلين (باقتراح ألبرت أينشتاين وماكس بلانك وفريتز هابر وفيلهلم شلينك وماكس فون لاو).

### الزواج من إديث يونغهانز
في يونيو 1911، أثناء حضوره مؤتمرًا في شتيتين (اسمها اليوم شتشين في بولندا)، قابل أوتو هان إديث يونغهانز (1887-1968)، طالبة فنون في المدرسة الملكية للفنون في برلين. في 22 مارس 1913، تزوجا في مدينة شتيتين مسقط رأس إديث، حيث كان والدها بول فرديناند يونغهانز، مسؤولًا قانونيًا رفيع المستوى ورئيس برلمان المدينة حتى وفاته في عام 1915. كان ابنهما الوحيد هانو المولود في عام 1922، مؤرخًا فنيًا متميزًا وباحثًا معماريًا (في معهد هيرتسيانا في روما)، وعُرف باكتشافاته في العمارة السيسترسية المبكرة في القرن الثاني عشر. في أغسطس 1960، حين كان هانو في رحلة دراسية في فرنسا، توفي في حادث سير مع زوجته ومساعدته إلسا هان (اسمها عند الولادة إلسا بليتز). تاركيَن ابنهما ديتريك 14 عامًا. في عام 1990، أُنشئت جائزة هانو وإلسا هان للمساهمات البارزة في تاريخ الفن الإيطالي لدعم مؤرخي الفن الموهوبين الشباب وذلك تخليدًا لذكرى هانو وإلسا هان. تُمنح الجائزة مرة كل عامين من قبل معهد ببليوتيكا هيرتسيانا التابع لمعهد ماكس بلانك لتاريخ الفن في روما.

## روابط خارجية
- أوتو هان على موقع الموسوعة البريطانية (الإنجليزية)
- أوتو هان على موقع مونزينجر (الألمانية)
- أوتو هان على موقع ميوزك برينز (الإنجليزية)
- أوتو هان على موقع إن إن دي بي (الإنجليزية)